# Eumannia codetaria
Eumannia codetaria är en fjärilsart som beskrevs av Charles Oberthür 1887. Eumannia codetaria ingår i släktet Eumannia och familjen mätare. Inga underarter finns listade i Catalogue of Life.